# 1SQMH
1SQMH (One Square Meter House) est une œuvre de l'artiste Didier Fiuza Faustino et de Mésarchitecture située à Paris, en France. Installée en 2006 au croisement du boulevard Masséna et de la rue Émile-Levassor, il s'agit d'un totem sculpture en composite de fibre de verre et résine,.

## Description
L'œuvre prend la forme d'un totem sculpture composé de cinq ensembles de modules géométriques de dimensions variables empilés les uns sur les autres. Il s'agit de micro-pièces d’habitation, d’1m² chacune. La forme conçue comme un « prototype d'habitation » est composée de coques translucides qui laissent deviner une surface habitable comprenant cuisine, chambre, salon et toilettes. L’œuvre fait ainsi écho au caractère résidentiel des immeubles proches et interroge les passants sur l'intégration de l'habitat dans l'espace public.
L'œuvre mesure 17 m de haut pour une longueur de 1 m et une largeur de 1 m au sol.

## Réception
Sa sculpture est « ouvertement critique de la spéculation foncière » selon Libération.

## Localisation
L'œuvre est installée sur le trottoir du boulevard Masséna. Elle fait partie des neuf œuvres d'art contemporain réalisées dans le cadre de la commande publique sur le parcours du Tramway des Maréchaux sud (T3, actuelle ligne T3a).

## Artiste
Didier Fiuza Faustino (1968-) est un artiste et architecte.